# Michele Viale-Prelà
Michele Viale Prelà (Bastia, 29 settembre 1798 – Bologna, 15 maggio 1860) è stato un cardinale e arcivescovo cattolico francese.

## Biografia
Michele Viale-Prelà nasce a Bastia in Corsica nel 1798 da una famiglia di notabili di origini genovesi. Mentre i fratelli Salvatore e Benedetto si distinguono l'uno in campo letterario e l'altro in quello medico, Michele intraprende la carriera ecclesiastica. Dopo aver compiuto gli studi presso il Seminario Romano, il Collegio Romano (dottorato in teologia) e l'Università La Sapienza (dottorato in filosofia e studi in legge), nel 1823 viene ordinato sacerdote ed entra al servizio del cardinale Luigi Lambruschini presso la Segreteria di Stato Vaticana. Consacrato arcivescovo nel 1841 ricopre prima la nunziatura in Baviera a Monaco e poi nel 1845 in Austria a Vienna. Papa Pio IX lo eleva al rango di cardinale nel concistoro del 7 marzo 1853 dopo averlo nominato in pectore il 15 marzo 1852.
Pro-nunzio in Austria dal 1853 al 1856, nel settembre del 1855 viene nominato arcivescovo di Bologna, dove però si trasferisce effettivamente solo un anno più tardi. Fine diplomatico e amico personale di Metternich, mantiene rapporti tra la Chiesa cattolica, ortodossa e riformata. Nel 1855 firma per conto di papa Pio IX il Concordato tra la Santa Sede e l'Impero austro-ungarico. Muore a Bologna nel 1860.

## Archivio
Il fondo Salvatore, Benedetto e Michele Viale-Prelà, che raccoglie una parte delle carte della famiglia corsa dei Viale-Prelà, è stato depositato dal discendente Paul-Michel Villa all'Archivio storico del Gabinetto G.P Vieusseux nell'estate del 2008. Le carte sono state ordinate e descritte analiticamente in un inventario cartaceo.

## Genealogia episcopale e successione apostolica
La genealogia episcopale è:
- Cardinale Scipione Rebiba
- Cardinale Giulio Antonio Santori
- Cardinale Girolamo Bernerio, O.P.
- Arcivescovo Galeazzo Sanvitale
- Cardinale Ludovico Ludovisi
- Cardinale Luigi Caetani
- Cardinale Ulderico Carpegna
- Cardinale Paluzzo Paluzzi Altieri degli Albertoni
- Papa Benedetto XIII
- Papa Benedetto XIV
- Papa Clemente XIII
- Cardinale Marcantonio Colonna
- Cardinale Giacinto Sigismondo Gerdil, B.
- Cardinale Giulio Maria della Somaglia
- Cardinale Luigi Lambruschini, B.
- Cardinale Michele Viale-Prelà

La successione apostolica è:
- Vescovo Josip Juraj Strossmayer (1850)
- Vescovo Ladislav Záboyský (1851)
- Vescovo Józef Alojzy Pukalski (1852)
- Vescovo Franz Joseph Rudigier (1853)
- Arcivescovo Andrea Casasola (1856)
- Vescovo Pietro Buffetti (1857)